# Aksarka
Aksarka (in russo Аксарка?) è un villaggio della Russia siberiana occidentale nel Circondario autonomo Jamalo-Nenec; è il centro amministrativo del distretto Priural'skij.
Si trova sulla riva destra dell'Ob', 52 km a est di Salechard.